# Peter Reid
Peter Reid, angleški nogometaš in trener, * 20. junij 1956, Huyton, Merseyside, Anglija, Združeno kraljestvo.
Reid velja za enega najbolj talentiranih nogometašev, ki je v 80. letih 20. stoletja zaigral za Bolton, Everton in Anglijo. 
Med letoma 1974 in 1990 je bil aktivni nogometaš, nato pa je leta 1990 postal trener. 